# Challenger de Lexington 2024
El torneo Lexington Challenger 2024 fue un torneo de tenis perteneció al ATP Challenger Tour 2024 en la categoría Challenger 75. Se trató de la 29ª edición; el torneo tuvo lugar en la ciudad de Lexington (Estados Unidos), desde el 29 de julio hasta el 4 de agosto de 2024 sobre pista dura al aire libre.

## Jugadores participantes del cuadro de individuales
| Preclasificado | País                                  | Jugador        | Rank1 | Posición en el torneo |
| 1              | Bandera de la República Popular China | Bu Yunchaokete | 147   | Baja                  |
| 2              | Bandera de Estados Unidos             | Emilio Nava    | 150   | Cuartos de final      |
| 3              | Bandera de Canadá                     | Gabriel Diallo | 149   | Cuartos de final      |
| 4              | Bandera de Hong Kong                  | Coleman Wong   | 180   | Semifinales           |
| 5              | Bandera de Francia                    | Hugo Grenier   | 194   | Semifinales           |
| 6              | Bandera de Brasil                     | João Fonseca   | 217   | CAMPEÓN               |
| 7              | Bandera de Australia                  | Li Tu          | 219   | FINAL                 |
| 8              | Bandera de Australia                  | Bernard Tomic  | 236   | Segunda ronda, retiro |
| 9              | Bandera de Estados Unidos             | Brandon Holt   | 238   | Primera ronda, retiro |

- 1 Se ha tomado en cuenta el ranking del 22 de julio de 2024.

### Otros participantes
Los siguientes jugadores recibieron una invitación (wild card), por lo tanto ingresan directamente al cuadro principal (WC):
- Bruno Kuzuhara
- Learner Tien
- Taha Baadi

Los siguientes jugadores ingresan al cuadro principal tras disputar el cuadro clasificatorio (Q):
- Micah Braswell
- Stefan Kozlov
- Rodrigo Pacheco Méndez
- Jack Pinnington Jones
- Ryan Seggerman
- James Trotter

## Campeones

### Individual Masculino
- João Fonseca derrotó en la final a  Li Tu por 6–1, 6–4

### Dobles Masculino
- André Göransson /  Sem Verbeek derrotaron en la final a  Yuta Shimizu /  James Trotter por 6–4, 6–3